# Головогруди
Головогруди, також цефалоторакс, просома — передня частина тіла (тагма) деяких членистоногих, до якої кріпляться кінцівки та ротові частини. Утворена злиттям головних та грудних сегментів тіла. Характерна для хеліцерових та деяких ракоподібних.

## Поширення
На головогруди і черевце тіло поділене у хеліцерових, таких як павуки, скорпіони, мечохвости тощо. Також такий поділ спостерігається у деяких ракоподібних (десятиногих раків та інших).

## Будова
Створена шляхом зрощення 6 головних та 7 грудних сегментів (ракоподібні) або 6 передніх сегментів з кінцівками (павуки). До головогрудей кріпляться кінцівки й ротові частини. На передній частині знаходяться очі. У павукоподібних всередині головогрудей сконцентровано центральну нервову систему, там знаходиться серцева судина.